# El mejor de los tiempos
El mejor de los tiempos és una pel·lícula espanyola del 1989 dirigida per Felipe Vega, coautor del guió amb Ignacio Gutiérrez-Solana.

## Argument
Un jove de Madrid que ocasionalment es dedica a vendre droga rep l’encàrrec d’anar a la costa d'Almeria per tal de comprar droga. Tanmateix el port està controlat per la policia, raó per la qual s'ha d’amagar a la zona. Allí coneix un enginyer agrònom i una jove immadura amb la que estableix una relació sentimental.

## Repartiment
- Iciar Bollaín - María
- Jorge de Juan - Daniel
- Rafael Díaz - Teo
- Rosario Flores - Sara
- Jack Taylor

## Premis
Va participar al Festival Internacional de Cinema de Sant Sebastià 1989, on va guanyar el Premi Banco de Vitoria per Nous Realitzadors. També va guanyar el Premi Pantalla Abierta al Festival de Cinema d'Alcalá de Henares i el premi a la millor pel·lícula a la Setmana de Cinema Espanyol de Múrcia.